# كليف كلينكسكاليس
كليف كلينكسكاليس (بالإنجليزية: Cliff Clinkscales)‏ مواليد 11 مارس 1984 في جامايكا، كوينز، هو لاعب كرة سلة أمريكي. بدأ مسيرته الاحترافية في سنة 2008. يلعب مع هاليفاكس هركينز في دوري كندا الوطني لكرة السلة كلاعب هجوم خلفي. يحمل الرقم 12. يبلغ طوله 6 قدم 1 بوصة (1.9 م).

## المسيرة الاحترافية
لعب مع إري بايهوكس في موسم 2008–2009، ثم لعب مع هاليفاكس رينمين في سنة 2013، ثم لعب مع هاليفاكس هركينز في سنة 2015.

## روابط خارجية
- كليف كلينكسكاليس على موقع كرة السلة الأوروبية.كوم (الإنجليزية)
- كليف كلينكسكاليس على موقع كلية كرة السلة في سبورتس رفرنس.كوم (الإنجليزية)
- كليف كلينكسكاليس على موقع ريلجم (الإنجليزية)
- كليف كلينكسكاليس على موقع بروبوليرز (الإنجليزية)
- كليف كلينكسكاليس على موقع سبورتس رفرنس (الإنجليزية)